# Yan Yinling
Yan Yinling (顔 垠凌 Inrin Ian?) (15 de febrero de 1978) es una modelo, cantante y luchadora profesional taiwanesa afincada en Japón. Yinling es conocida fuera de este país por sus apariciones en HUSTLE.

## Carrera en la lucha libre profesional
Yinling debutó en el mundo de la lucha libre profesional al ser contratada en HUSTLE.

### HUSTLE (2004-2008)
En diciembre de 2004, Yinling debutó en HUSTLE inicialmente bajo el nombre artístico de Yinling the Erotic Terrorist, más tarde acortado a Yinling. Yinling fue presentada como la asistente de Generalissimo Takada, el dirigente del stable heel Takada Monster Army, y a su vez como la directora de un subgrupo llamado Takada Amazoness Army, que englobaba a las luchadoras femeninas de la facción de Takada. Una despiadada femme fatale, Yinling ejercía de valet de varios miembros del Monster Army, y usaba comúnmente una fusta para castigar a sus subordinados cuando éstos no cumplían sus expectativas. Así mismo, Yinling se hizo famosa por su presentación "M Baton", en la que realizaba una postura provocativa con sus piernas en forma de M sobre una plataforma al inicio de cada programa de HUSTLE. En conjunto, su rol femenino era lo contrario a lo que las luchadoras japonesas (joshi) querían representar, más parecida -según su propia admisión- a las Divas de la WWE que a las joshi de Japón, una motivación similar al odio de Takada por la lucha libre japonesa. Su debut en el cuadrilátero fue en HUSTLE-7, donde realizó el pinfall sobre Naoya Ogawa después de que este fuera atacado por los compañeros de Yinling. A pesar de no poseer el suficiente entrenamiento como para luchar regularmente, Yan se desenvolvía con habilidad en el ring, donde tenía el permiso de usar su típica fusta en compensación. Tras conseguir varias victorias, Yinling vio su racha terminada cuando fue sometida en Hustlemania 2005 por Hard Gay, quien al ser homosexual no tenía ninguna inhibición a la hora de luchar con ella. Después de sufrir tal humillación, Yinling desapareció en el inframundo (kayfabe) y se retiró de la lucha, organizando una ceremonia con Momoe Yamaguchi y dejando atrás su látigo.
Sin embargo, Takada presentó un misterioso huevo mágico, que según decía había sido puesto por Yinling. De dicho huevo emergió Newling, una siniestra versión de sí misma (también interpretada por Yan, pero tratada como un personaje diferente) que poseía un aspecto similar al de The Great Muta. Newling era menos sutil y más agresiva que su progenitora, y utilizaba un traje de plumas negras para resaltar su origen ovíparo. No obstante, Newling acabó aliándose con el HUSTLE Army cuando entró en un feudo con otro miembro del Monster Army, Genichiro Tenryu. Después de que TAJIRI, del HUSTLE Army, hubiera sido traumatizado por su derrota ante el temible androide The Esperanza, los miembros del Monster Army comenzó a usar una versión femenina suya llamada The M-Peranza (de nuevo interpretada por Yinling) para aprovecharse de esta debilidad. Sin embargo, Newling utilizó su parecido con M-Peranza para ayudar a TAJIRI a superar su trauma a tiempo de tener un combate con ella y derrotarla. Más tarde, durante el combate entre Esperanza y Hard Gay -el único miembro del HUSTLE Army con poder para vencerle, según creían-, Newling se presentó tocando una ocarina mágica para debilitar al androide, pero la perdió cuando fue atacada por Commander An Jo, y fue abatida por un ataque de Esperanza. Newling murió del ataque (kayfabe), y HG acabó perdiendo la lucha.
Tras la muerte de Newling, la Yinling original volvió a HUSTLE, y utilizó sus poderes de hipnosis para controlar la mente de TAJIRI y así convertirlo en miembro del Monster Army; pero no mucho tiempo después, TAJIRI se liberó de su control accidentalmente cuando entró en conflicto con "Fire Monster" ACHICHI, uno de los miembros del ejército de Takada que estaba cansado de la torpeza del catatónico TAJIRI. Tiempo después, Yinling presentó una lámpara mágica -similar a la de Aladino- con la que podía invocar luchadores para atacar a sus enemigos, virtud que demostró cuando invocó a Abdullah the Butcher. Sin embargo, la lámpara fue robada por Real Gay, quien la usó para invocar a The Great Muta y así enfrentarse a ellos en un combate por equipos. Durante el transcurso de la lucha, Muta lanzó un Asian mist a Yinling, haciéndole perder el combate e impregnándola mágicamente. Al cabo del tiempo, se reveló que Yinling había puesto otro huevo, pero que esta vez, gracias a la influencia de Muta, no era de un clon suyo, sino de algo muy diferente: el gigantesco Bono-chan, quien comenzó a aplastar a los miembros del HUSTLE Army. Muta mismo se unió a ellos para ayudar a Bono-chan, formando un trío, pero durante las ausencias de Muta, Yinling gustaba de maltratar a Bono. Finalmente, cansado de esta situación, Bono-chan luchó contra ella y acabó por (kayfabe) matarla con un big splash. Esa fue la última aparición de Yinling en HUSTLE. En febrero de 2009, Yinling abandonó HUSTLE, después de algunos problemas jurídicos relacionados con su salario.

## En lucha
- Movimientos finales
  - High-speed roundhouse kick a la cabeza del oponente[3]

- Movimientos de firma
  - M Lock - Masochist Lock[4] / New Masochist Lock[5] (Seated pin con burlas)
  - Egg Magistral[5] (Arm wrench inside cradle pin)
  - Abdominal strecht[6]
  - Arm drag[6]
  - Big boot
  - Cross armbar[6]
  - Facewash[6]
  - Modified Indian deahlock
  - Modified surfboard[6]
  - Slap
  - Small package pin[6]
  - Spinning heel kick

- Luchadores dirigidos
  - Monster Bono
  - TAJIRI

## Campeonatos y logros
- Tokyo Sports Grand Prix
  - Premio tópico (2005)